# Таскаев, Анатолий Иванович
Анатолий Иванович Таскаев (9 февраля 1944, Гудермес, Чечено-Ингушская АССР — 17 ноября 2010, Сыктывкар) — советский и российский радиобиолог, кандидат биологических наук (1979), директор Института биологии Коми научного центра Уральского отделения РАН (1988— 2010).

## Биография
Анатолий Иванович Таскаев родился 9 февраля 1944 г. в г. Гудермес Чечено-Ингушской АССР в семье кадрового военного.
В 1947 году семья переехала на его родину, в село Ыб Сыктывдинского района, а в 1949 году — в Сыктывкар.
После окончания школы с золотой медалью, в 1962 году поступил на физический факультет МГУ. В период обучения в университете в 1968 опубликовал первую статью «Нейтронные резонансы изотопов неодима» в журнале «Ядерная физика». Руководителем дипломного проекта Анатолия Таскаева стал Илья Михайлович Франк.
После окончания вуза, в 1968 года зачислен на должность и. о. младшего научного сотрудника Института биологии Коми филиала АН СССР.
В 1979 году под руководством Рудольфа Михайловича Алексахина и Натальи Алексеевны Титаевой защитил кандидатскую диссертацию по специальности «радиобиология» «Закономерности распределения и миграции урана, тория, радия и радона в почвенно-растительном покрове района повышенной естественной радиации» .
С 1977 по 1979 год исполнял обязанности заведующего лабораторией радиохимических и радиофизических исследований, в 1979—1980 годах руководил лабораторией экологической дозиметрии и радиохимии, а с 1984 по 2010 год заведовал отделом радиоэкологии.
В 1988 становится директором Института биологии Коми НЦ УрО РАН.
В 2006 года избран заместителем председателя президиума Коми НЦ УрО РАН.
Скоропостижно скончался 17 ноября 2010 года на собрании молодых ученых Института.

## Научные достижения
Занимался изучением миграции тяжелых естественных радионуклидов. Впервые исследовал полный изотопный состав урана, тория и радона в почвах, растениях и организмах мышевидных грызунов на территориях с повышенным естественным фоном радиации. Предложил алгоритмы построения карт полей гамма-излучения, дозовых нагрузок для растений и животных. Разработал и ввёл в практику радиоэкологических исследований картографо-статистические методы описания геохимической и радиационной обстановки. Развивал методы автоматизации обработки экспериментальных данных, модифицировал приборы для гамма-спектрометрических анализов. Впервые в практике радиоэкологических исследований использовал метод изотопных отношений в системе почва — растение. Под руководством А. И. Таскаева и Г. М. Козубова совершено более 20 комплексных экспедиций в 30-километровую зону аварии на Чернобыльской АЭС, что позволило дать квалифицированные рекомендации для улучшения радиационной обстановки в зоне аварии на ЧАЭС. По итогам этих исследований изданы более 10 монографий.
Под его руководством реализованы республиканские целевые программы «Экология-2005», «Чистая Печора»,"Автоматизированная геоинформационная кадастровая система Республики Коми", «Радон», «Защита окружающей природной среды и населения от диоксиноподобных токсикантов», разрабатывались новые методы рекультивации нарушенных территорий, были расширены исследования процессов лесовозобновления в условиях Севера. Координировал исследования по инвентаризации биологического разнообразия особо охраняемых природных территорий Республики Коми и ведению Красной книги Республики Коми.
На протяжении многих лет являлся членом Научного совета по радиационной биологии РАН, Объединённого ученого совета по биологическим наукам УрО РАН, Межведомственного координационного совета по науке при Главе Республики Коми, коллегии министерства природных ресурсов и охраны окружающей среды Республики Коми, Комиссии по естественным и производительным силам Республики Коми, Международной академии наук по экологической безопасности, Международного союза радиоэкологов, заместителем главного редактора журнала «Теоретическая и прикладная экология», членом редколлегии журнала «Радиационная биология. Радиоэкология» и «Известия Коми научного центра Уральского отделения РАН».
Автор более 430 научных работ, в том числе 23 монографий и четырёх патентов на изобретения.

## Награды, премии, почётные звания
Медалью «За трудовую доблесть» (1989)
Заслуженный деятель науки Коми АССР (1992)
Орден Мужества (1996)
Медаль «За охрану природы России» III (2000) и II степени (2004)
Заслуженный эколог Российской Федерации (2005).
Премия правительства Российской Федерации в области науки и техники (1996) за вклад в выполнение комплекса работ по теме «Научные основы и методика обеспечения радиоэкологической безопасности на базе биоиндикации и геохимии ландшафтов», выполненную в различных регионах на базе МосНПО «РАДОН» в 1984—1994 гг. и внедренную в практику
Государственная премия Республики Коми в области науки (2000) за цикл публикаций по проблеме охраны природных комплексов Республики Коми
Премия им. Н. В. Тимофеева-Ресовского (2007) за серию работ «Комплексные радиобиологические исследования хвойных лесов в районе аварии на Чернобыльской АЭС»
Ппремия правительства Российской Федерации в области науки и техники (2008) за разработку и внедрение комплекса биотехнологий и систем восстановления нарушенных и загрязненных углеводородами тундровых и северотаежных биогеоценозов
Серебряная медаль им. В. И. Вернадского (2009) за высокие научные достижения и большой вклад в развитие России.

## Основные публикации
- Титаева Н.А., Таскаев А.И. Миграция тяжелых естественных радионуклидов в условиях гумидной зоны. — Л.: Наука, 1983. — 232 с.
- Криволуцкий Д.А., Тихомиров Ф.А., Федоров Е.А., Покаржевский А.Д., Таскаев А.И. Действие ионизирующей радиации на биогеоценоз. — М.: Наука, 1988. — 240 с. — ISBN 5-02-005281-7.
- Алексахин Р. М., Архипов Н. П., Бурхударов Р. М., Bасиленко И. Я., Дричко В. Ф.,Иванов Ю. А. ,Маслов В. И., Маслова К. И., Никифоров В. С., Поликарпов Г. Г., Попова О. Н.,  Сироткин А. Н., Таскаев А. И., Тестов Б. В., Титаева Н. А., Февралева Л.Т. Тяжелые естественные радионуклиды в биосфере: Миграция и биологическое действие на популяции и биогеоценозы / АН СССР. Коми научный центр Уральского отделения. — М.: Наука, 1990. — 367 с.
- Козубов Г. М., Таскаев А. И., Игнатенко Е. И., Артемов В. А., Остапенко Е. К., Ладанова Н. В., Кузиванова С. В., Козлов В. А., Ларин В. Б. Радиационное воздействие на хвойные леса в районе аварии на Чернобыльской АЭС / Коми научный центр УрО АН СССР, Институт биологии. — Сыктывкар, 1990. — 136 с.
- Попова О.Н., Таскаев А.И., Фролова Н.П. Генетическая стабильность и изменчивость семян в популяциях травянистых фитоценозов в районе аварии на Чернобыльской АЭС. — СПб.: Наука, 1992. — 144 с.
- Маслова К. И., Материй  Л. Д., Ермакова О. В.,  Таскаев А. И. Атлас патоморфологических изменений у полевок-экономок из очагов локального радиоактивного загрязнения. — СПб.: Наука, 1994. — 192 с.
- Козубов Г. М., Таскаев А. И. Радиобиологические и радиоэколо- гические исследования древесных растений (по материалам семилетних исследований в районе аварии на Чернобыльской АЭС). — СПб.: Наука, 1994. — 255 с.
- Козубов Г.М., Таскаев А.И. Радиобиологические исследования хвойных в районе Чернобыльской катастрофы (1986-2001 гг.). — М.: Наука, 1994. — 272 с.
- Материй Л. Д., Ермакова О. В., Таскаев А. И. Морфофункциональная оценка состояния организма мелких млекопитающих в радиоэкологических исследованиях (на примере полевки-экономки) / Коми научный центр УрО АН СССР, Институт биологии. — Сыктывкар, 2003. — 164 с.